# Ocean City (bande dessinée)
Pour les articles homonymes, voir Ocean City.
Ocean City est une série de bande dessinée policière française écrite par David Chauvel, dessinée par Vincent Komorowski et colorée par Sophie Barroux. Ses deux volumes ont été publiés par Delcourt en 2001 et 2004.
Ce diptyque suit le mafioso Louis Facciano parti à la recherche de son fils disparu.
Le premier tome a figuré dans la sélection du Prix Canal BD 2002.

## Albums
- Ocean City, Delcourt, coll. « Sang Froid » :

1. Torticolis et deltoïdes, 2001  (ISBN 2840554704)[3].
2. Fettucini, migraines et olives noires, 2004,  (ISBN 2840558610).